# Caroline Chikezie
Caroline Chikezie (* 19. února 1974 Londýn) je britsko-nigerijská herečka, která se proslavila rolemi Sashy Williamsové v seriálu As If, Elaine Hardy v seriálu Footballer's Wives a Cyberwoman v seriálu Torchwood.

## Životopis
Chikezie se narodila v Anglii nigerijským rodičům. Ve čtrnácti letech navštěvovala internátní školu v Nigérii. Také navštěvovala víkendové kurzy na divadelní škole Italia Conti. Po návratu do Spojeného království se zapsala na Brunelskou univerzitu, kde studovala lékařskou chemii (očekávalo se, že převezme nemocnici svého otce v Nigérii), ale ze školy odešla. Později získala stipendium na Academy of Live and Recorded Arts.

## Kariéra
V roce 1998 se poprvé objevila na televizních obrazovkách v seriálu Brothers and Sisters a v televizním filmu Babymother. V roce 2001 získala hlavní roli Sashy Williamsové v seriálu As If.. V roce 2004 získala roli ve třetí řadě seriálu Footballer's Wives. Dále si zahrála v seriálech jako Torchowood, Lovci duchů nebo Letopisy rodu Shannara. V roce 2018 získala jednu z hlavních rolí v seriálu stanice Fox Smrtící virus.

## Filmografie
| Rok  | Název                                  | Role                        | Poznámky                        |
| ---- | -------------------------------------- | --------------------------- | ------------------------------- |
| 1998 | Brothers and Sisters                   | Belinda Ofori               |                                 |
| 1998 | Babymother                             | Sharon                      | TV film                         |
| 1999 | Virtual Sexuality                      | sekretářka                  |                                 |
| 1999 | Casualty                               | Donna                       | díl: „Free Fall“                |
| 2001 | As If                                  | Sasha Williamsová           | 7 dílů                          |
| 2002 | Holby City                             | Jamila James                | díl: „Judas Kiss: Part 1 and 2“ |
| 2002 | Ideální muž                            | Kandii                      | díl: „2.1“                      |
| 2003 | 40                                     | Denise                      | 7 dílů                          |
| 2005 | Královna koření                        | Myisha                      |                                 |
| 2005 | Aeon Flux                              | Freya                       |                                 |
| 2006 | Take 3 Girls                           | Bod                         |                                 |
| 2006 | Dveře dokořán                          | Erika                       |                                 |
| 2006 | Eragon                                 | Nasuada                     |                                 |
| 2006 | Torchwood                              | Lisa Hallettová             | díl: „Cyberwoman“               |
| 2007 | Torchwood                              | Lisa Hallettová             | díl: „End of Days“              |
| 2007 | Nice Girls Don't Get the Corner Office | Rachel                      | TV film                         |
| 2007 | Lovci duchů                            | Tamara                      | díl: „Sedm smrtelných hrříchů“  |
| 2009 | The Killing of Wendy                   | Zora                        |                                 |
| 2010 | Paris Connections                      | Nathalie de Barge           |                                 |
| 2010 | Inale                                  | Inale                       |                                 |
| 2012 | Casualty                               | Teri Layeni                 | díl: „All in a Day's Nightmare“ |
| 2012 | Inspektor Regan                        | Clarke                      |                                 |
| 2012 | Crime Stories                          | Susie Fisherová             | díl: „1,20“                     |
| 2013 | By Any Means                           | Tanya                       |                                 |
| 2016 | The Governor                           | Angela Ochello (guvernérka) | 4 díly                          |
| 2017 | Mayhem                                 | Kara „Siréna“ Powell        |                                 |
| 2017 | Letopisy rodu Shannara                 | Královna Tamlin             | 7 dílů                          |
| 2019 | Smrtící virus                          | Dr. Major Nichole Sykes     | hlavní role, 10 dílů            |